# Казаков, Николай Яковлевич
Никола́й Я́ковлевич Казако́в (1912, с. Верхопенье, Курская губерния — 2 марта 1990, Рига) — подполковник, Герой Советского Союза.

## Биография
Родился в 1912 году в селе Верхопенье Курской губернии (ныне — Ивнянского района, Белгородская область). До войны учился на историческом факультете Саратовского государственного университета. Окончить учёбу ему помешала война.
В начале войны ушёл в армию добровольцем. Сражался на Юго-Западном фронте. В 1942 был ранен, отправлен в тыл. В 1943 окончил Брянское военно-политическое училище, направлен на Центральный фронт. Участвовал в Курской битве, воевал на Западной Украине. За участие в боях по освобождению Украины награждён орденом Красной Звезды.
16 октября 1943 года Указом Президиума Верховного Совета СССР старшему лейтенанту Казакову Николаю Яковлевичу за мужество, проявленное при форсировании реки Днепр, было присвоено звание Героя Советского Союза.
В 1945 году был направлен в Латвию инструктором политотдела, где окончил лётное училище, но летать ему не пришлось.
В 1951 году заочно окончил исторический факультет Саратовского университета. После увольнения в запас в звании подполковника работал преподавателем истории и обществоведения Рижского строительного техникума.
Похоронен в селе Верхопенье Ивнянского района Белгородской области.
Почётный гражданин города Бучач, села Берездов.

## Память
7 мая 2009 в Саратовском государственном университете в память о Н. Я. Казакове открыта мемориальная доска.